# 黎學勤
黎學勤（英語：Jeffery Lai Hok Kan，1988年12月21日—），香港男性模特兒、演員及節目主持，曾為 JamCast Management及邵氏兄弟旗下藝人。

## 簡歷
黎學勤自小在單親家庭長大，母子同住香港島薄扶林華富邨，為華富邨寶血小學2000年第30屆上午校畢業生。他在2005年畢業於余振強紀念第二中學，唸中學期間曾加入香港水球代表隊，可為照顧後來因病入院的母親，選擇放棄集訓，至2008年則畢業於香港專業教育學院（遊戲及動畫高級文憑課程），同時亦曾修讀過香港公開大學 Network Security 課程，但未完成學業便投身電腦保安兼模特兒工作。同年，他也取得了香港游泳教練會 Level I 教練証書，2014年簽約 JamCast Management。
2017年，黎學勤因拍攝全球酒店預訂服務搜尋網站 trivago 的電視廣告而備受注目，因此有了「Mr.Trivago」的稱號，之後更獲邀到中國內地拍攝首部電影《王者攻略》，飾演將軍「汪鏡」一角。2021年7月及2022年，他分別加入成為邵氏兄弟及無綫電視旗下藝人，2023年在《有種好男人》裡飾演日本富十八代「田中直男」而再受注視。

## 演出作品

### 電視劇
| 首播            | 劇名                 | 角色                                   |
| 香港電台電視部  |                      |                                        |
| 2014年          | 性本善 2014          | 易佳穎丈夫（第3集）                    |
| 2021年          | 環顧日常：色香味之外 | 鄧永強兒子                             |
| 港台電視31、31A |                      |                                        |
| 2017年          | 反斗英語 2017        | 發佈會司儀（第7集）                    |
| 2018年          | 那些年 那些歌 II     | 李先生（阿文）（陳百強篇：《有了你》） |
| 2018年          | 我的家庭醫生3        | 跑步人士（第1集）                      |
| ViuTV           |                      |                                        |
| 2020年          | 黑市                 | Winson（第12集）                       |
| hmvod           |                      |                                        |
| 2020年          | 把砒霜留給自己       | 家 全（單元《十九號列車》）            |
| 無綫電視        |                      |                                        |
| 2022年          | 美麗戰場             | Jeffery（第1、12、16、18 - 20集）      |
| 2023年          | 有種好男人           | 田中直男                               |
| 2023年          | 羅密歐與祝英台       | Dave                                   |
| 2023年          | 新聞女王             | 張啟聰                                 |
| 2025年          | 奪命提示             | 家 屬（第12集）                        |
| 2025年          | 奪命提示             | 風 紀（第13 - 14集）                   |
| 邵氏兄弟        |                      |                                        |
| 2023年          | 廉政狙擊             | 高伯聰                                 |
| 2025年          | 執法者們             | 入境處處長                             |

### 綜藝節目
| 首播     | 節目名         | 備註                     |
| 旅遊衛視 |                |                          |
| 2017年   | 悠游星攻略     | 第2集嘉賓                |
| 無綫電視 |                |                          |
| 2017年   | 香港情·香港味  | 演出第2集                |
| 2021年   | 代溝關注組     | 演出第7集                |
| ViuTV    |                |                          |
| 2017年   | 回憶備份       | 演出第6集（飾演 張經理） |
| 2018年   | 一路向西伯利亞 | 主持                     |
| 2020年   | 飛檳吧！男神   | 主持                     |
| 2021年   | 開運旅神團     | 第1集嘉賓                |
| 2021年   | 克服他她它     | 演出第12集               |
| 2021年   | 七救星         | 第7集嘉賓                |
| 2021年   | 賭命夫妻       | 演出                     |

### 電影
| 首映   | 電影名   | 角色    |
| 2023年 | 夜校     | Jeffery |
| 未上映 | 王者攻略 | 汪 鏡   |
| 未上映 | 源生罪   | 李明輝  |

### 微電影
| 首映   | 電影名             | 角色    |
| 2014年 | 難忘我             | 明      |
| 2016年 | Mini Mei 電鍋      | 小 郭   |
| 2018年 | 事與願違：戀人勿疑 | Jeffery |
| 2018年 | 事與願違：疑人勿戀 | Jeffery |

### 舞台劇
| 首演                                          | 劇名     | 角色 |
| Jam Cast Management、奧爾策劃（香港）有限公司 |          |      |
| 2014年11月13 - 16日                           | 世人樂章 |      |

### 音樂錄像
| 年份   | 歌名       | 歌手        |
| 2014年 | 形影不離   | 張紋嘉      |
| 2015年 | 鬼叫我窮牙 | 野佬        |
| 2015年 | 有沒有我？ | Super Girls |
| 2016年 | 自由飛翔   | 王灝兒      |
| 2016年 | 平常心     | 王梓軒      |
| 2018年 | 深化危機   | Dear Jane   |
| 2018年 | 獻醜       | 洪卓立      |
| 2018年 | 兩口子     | 田蕊妮      |
| 2018年 | 事與願違   | 許靖韻      |

### 廣告
| 年份   | 產品                                                                                                  |
| 2010年 | 中國銀行                                                                                              |
| 2010年 | 中國建設銀行                                                                                          |
| 2011年 | 麥當勞                                                                                                |
| 2012年 | 商務及經濟發展局「香港數碼聲音廣播服務」（後已撤回）                                                  |
| 2012年 | 飛雪礦泉水                                                                                            |
| 2012年 | 必勝客「海鮮盛饌」                                                                                    |
| 2013年 | 立邦「金裝抗甲醛淨味全效」                                                                            |
| 2013年 | 恒生銀行「私人貸款」                                                                                  |
| 2013年 | 時代廣場 × OpenRice「真正的意義是分享」                                                               |
| 2013年 | 時代廣場「時代是你的 時代廣場 - Cine Times 戲院篇」                                                   |
| 2014年 | 雀巢「優質泡沫奶泡咖啡」                                                                              |
| 2014年 | Speedtox「殺牠死速效殺蟲噴霧、殺牠死煙霧殺蟲劑」                                                      |
| 2014年 | Speedtox「殺牠死液體滅蚊器」                                                                          |
| 2014年 | 英國保誠「保誠癌症全護計劃」                                                                          |
| 2014年 | 美心月餅「美心冰皮篇（台灣）」                                                                        |
| 2014年 | 獅王「Nano 納米樂洗衣液」                                                                             |
| 2015年 | 國泰航空                                                                                              |
| 2016年 | 屈臣氏集團「跟住魯芬去「吻感」」                                                                      |
| 2016年 | 亞洲聯合財務「卡數一筆清有 UA 您想點都得 - 攝影篇」                                                   |
| 2016年 | Bosch「活氧除菌洗衣機 - 最愛衣一家：媽媽不在家，誰來處理污衣？」                                      |
| 2016年 | Bosch「活氧除菌洗衣機 - 最愛衣一家：寵物玩遍家中，如何時刻保持家居徹底潔淨衛生？」                    |
| 2016年 | Bosch「活氧除菌洗衣機 - 最愛衣一家：衣物傳出陣陣異味，如何快速除味？」                                |
| 2016年 | trivago「點做到至抵價」（香港版本）                                                                   |
| 2017年 | trivago「點樣用」（香港版本）                                                                         |
| 2017年 | 飛利浦「父親節呈獻：讓最好 成就更好」                                                                 |
| 2017年 | Milk X HK「BE CHIC, STAY REAL：AMI WITHE MILK X GUEST FASHION EDITOR JEFFREY LAI」                    |
| 2017年 | L'occitane「蠟菊極致再生精華油」                                                                      |
| 2017年 | trivago「搵心水酒店」（香港版本）                                                                     |
| 2017年 | MediLASE「教你真假正評點樣分」                                                                        |
| 2018年 | MediLASE「轉運購物台 - 消災解難套裝」                                                                 |
| 2018年 | MediLASE「愛情購物台 - 專一套裝」                                                                     |
| 2018年 | MediLASE「急救購物台 - 強力骨落套裝」                                                                 |
| 2018年 | trivago「節省20%」（香港版本）                                                                        |
| 2018年 | trivago「一次過比較唔使煩」（香港版本）                                                               |
| 2018年 | 玉蘭油「空氣感面霜 - 男神·浮粉·空氣感」                                                               |
| 2018年 | 學勤進修教育中心「Handlebook 電子手冊（澳門） - 有創意科技，有創意宣傳，怎會輸？ / 當學勤遇上黎學勤」 |
| 2018年 | 御峰理財有限公司「iFund（自助式網上基金資訊及交易平臺） - 投資·我作主」                               |
| 2018年 | IPSA「[#IPSADATE] 同男友孖住去，找出屬於自己的 #ME 乳液」                                             |
| 2019年 | 肯德基（香港）「越南牛油雞 - 尋味達人 Jeffery 帶你尋找至好惹地道越南風味」                            |
| 2020年 | 渣打銀行（香港）「急聘！Sammi 要請里數策劃師？」                                                      |
| 2020年 | 渣打銀行（香港）「里數策劃師呈獻：賺盡里數篇」                                                        |
| 2020年 | 渣打銀行（香港）「里數策劃絕密攻略！」                                                                |
| 2020年 | 渣打銀行（香港）「里數策劃師呈獻：用盡里數篇」                                                        |
| 2020年 | 松下電器（香港）「變頻式冷暖窗口機 – 恆溫 寧靜 省電」                                                 |
| 2020年 | 松下電器（香港）「【開箱】全新《Smaller》變頻式分體空調機 開箱分享體驗」                              |
| 2022年 | KM信貸財務公司（页面存档备份，存于）「特快網上 A.I. 私人貸款 - 每個機會同夢想背後都有一個 ……」        |

### 電台節目
- 2015年1月14日：香港電台第二台《Made in Hong Kong 李志剛》 嘉賓
- 2019年4月19日：香港電台第二台《講東講西》 嘉賓

## 曾獲獎項與提名
| 年份   | 獎項                                       | 結果 |
| 2018年 | 2018香港電視大獎「新人獎」                 | 提名 |
| 2018年 | 2018香港電視大獎「節目主持人獎」           | 提名 |
| 2018年 | 2018《U magazine》「我最喜愛星級旅遊達人」 | 獲獎 |

## 外部連結
- 黎學勤的新浪微博
- YouTube上的男人Some頻道
- Jeffery Lai Official Fans Club的Instagram帳戶
- Jam Cast | Jeffery Lai（页面存档备份，存于）
- Jeffery Lai 黎學勤 - 藝人 - 邵氏兄弟國際影業有限公司 （页面存档备份，存于）